# Oscarsgalan 1970
Oscarsgalan 1970 som hölls 7 april 1970 var den 42:a upplagan av Oscarsgalan där det prestigefyllda amerikanska filmpriset Oscar delades ut till filmer som kom ut under 1969.

## Priskategorier

### Bästa film
Vinnare:
Midnight Cowboy - Jerome Hellman
Övriga nominerade:
Tusen dagarnas drottning - Hal B. Wallis
Butch Cassidy och Sundance Kid - John Foreman
Hello, Dolly - Ernest Lehman
Z – han lever - Jacques Perrin, Ahmed Rachedi

### Bästa manliga huvudroll
Vinnare:
De sammanbitna - John Wayne
Övriga nominerade:
Tusen dagarnas drottning - Richard Burton
Midnight Cowboy - Dustin Hoffman
Goodbye, Mr. Chips - Peter O'Toole
Midnight Cowboy - Jon Voight

### Bästa kvinnliga huvudroll
Vinnare:
Miss Brodies bästa år - Maggie Smith (närvarade inte vid ceremonin)
Övriga nominerade:
Tusen dagarnas drottning - Geneviève Bujold
När man skjuter hästar så... - Jane Fonda
Pookie, uppkäftig men ful - Liza Minnelli
I nöd och lust - Jean Simmons

### Bästa manliga biroll
Vinnare:
När man skjuter hästar så... - Gig Young
Övriga nominerade:
Leva rövare - Rupert Crosse
Låt oss ha ett sängparty - Elliott Gould
Easy Rider - Jack Nicholson
Tusen dagarnas drottning - Anthony Quayle

### Bästa kvinnliga biroll
Vinnare:
Kaktusblomman - Goldie Hawn (närvarade inte vid ceremonin)
Övriga nominerade:
Sista sommaren - Catherine Burns
Låt oss ha ett sängparty - Dyan Cannon
Midnight Cowboy - Sylvia Miles
När man skjuter hästar så... - Susannah York

### Bästa regi
Vinnare:
Midnight Cowboy - John Schlesinger (närvarade inte vid ceremonin)
Övriga nominerade:
Z - Han lever - Costa-Gavras
Butch Cassidy och Sundance Kid - George Roy Hill
Alice's Restaurant - Arthur Penn
När man skjuter hästar så... - Sydney Pollack

### Bästa originalmanus
Vinnare:
Butch Cassidy och Sundance Kid - William Goldman (närvarade inte vid ceremonin)
Övriga nominerade:
Låt oss ha ett sängparty - Paul Mazursky, Larry Tucker
La caduta degli dei (Götterdämmerung) - Nicola Badalucco (manus/berättelse), Enrico Medioli (manus), Luchino Visconti (manus)
Easy Rider - Peter Fonda, Dennis Hopper, Terry Southern
Det vilda gänget - Walon Green (manus/berättelse), Roy N. Sickner (berättelse), Sam Peckinpah (manus)

### Bästa manus efter förlaga
Vinnare:
Midnight Cowboy - Waldo Salt
Övriga nominerade:
Tusen dagarnas drottning - John Hale, Bridget Boland, Richard Sokolove
Goodbye, Columbus - Arnold Schulman
När man skjuter hästar så... - James Poe, Robert E. Thompson
Z - Han lever - Jorge Semprún, Costa-Gavras

### Bästa foto
Vinnare:
Butch Cassidy och Sundance Kid - Conrad L. Hall
Övriga nominerade:
Tusen dagarnas drottning - Arthur Ibbetson
Låt oss ha ett sängparty - Charles Lang
Hello, Dolly - Harry Stradling Sr.
Marooned - Daniel L. Fapp

### Bästa scenografi
Vinnare:
Hello, Dolly - John DeCuir, Jack Martin Smith, Herman A. Blumenthal, Walter M. Scott, George James Hopkins, Raphael Bretton
Övriga nominerade:
Tusen dagarnas drottning - Maurice Carter, Lionel Couch, Patrick McLoughlin
Gaily, Gaily - Robert F. Boyle, George B. Chan, Edward G. Boyle, Carl Biddiscombe
Sweet Charity - Alexander Golitzen, George C. Webb, Jack D. Moore
När man skjuter hästar så... - Harry Horner, Frank R. McKelvy

### Bästa kostym
Vinnare:
Tusen dagarnas drottning - Margaret Furse
Övriga nominerade:
Gaily, Gaily - Ray Aghayan
Hello, Dolly - Irene Sharaff
Sweet Charity - Edith Head
När man skjuter hästar så... - Donfeld

### Bästa ljud
Vinnare:
Hello, Dolly - Jack Solomon, Murray Spivack
Övriga nominerade:
Tusen dagarnas drottning - John Aldred
Butch Cassidy och Sundance Kid - William Edmondson, David Dockendorf
Gaily, Gaily - Robert Martin, Clem Portman
Marooned - Les Fresholtz, Arthur Piantadosi

### Bästa klippning
Vinnare:
Z - Han lever - Françoise Bonnot
Övriga nominerade:
Hello, Dolly - William Reynolds
Midnight Cowboy - Hugh A. Robertson
Santa Vittorias hemlighet - William A. Lyon, Earle Herdan
När man skjuter hästar så... - Fredric Steinkamp

### Bästa specialeffekter
Vinnare:
Marooned - Robie Robinson
Övriga nominerade:
Krakatoa: East of Java - Eugène Lourié, Alex Weldon

### Bästa sång
Vinnare:
Butch Cassidy och Sundance Kid - Burt Bacharach (musik), Hal David (text) för "Raindrops Keep Fallin' on My Head"
Övriga nominerade:
Pookie, uppkäftig men ful - Fred Karlin (musik), Dory Previn (text) för "Come Saturday Morning"
Miss Brodies bästa år - Rod McKuen för "Jean"
De sammanbitna - Elmer Bernstein (musik), Don Black (text) för "True Grit"
I nöd och lust - Michel Legrand (musik), Alan Bergman (text), Marilyn Bergman (text) för "What Are You Doing for the Rest of Your Life?"

### Bästa filmmusik
Vinnare:
Hello, Dolly - Lennie Hayton, Lionel Newman
Övriga nominerade:
Goodbye, Mr. Chips - Leslie Bricusse, John Williams
Guldrushens glada dagar - Nelson Riddle
Sweet Charity - Cy Coleman
När man skjuter hästar så... - Johnny Green, Albert Woodbury

### Bästa originalmusik
Vinnare:
Butch Cassidy och Sundance Kid - Burt Bacharach
Övriga nominerade:
Tusen dagarnas drottning - Georges Delerue
Leva rövare - John Williams
Santa Vittorias hemlighet - Ernest Gold
Det vilda gänget - Jerry Fielding

### Bästa kortfilm
Vinnare:
The Magic Machines - Joan Keller Stern
Övriga nominerade:
Blake - Douglas Jackson
People Soup - Marc Merson

### Bästa animerade kortfilm
Vinnare:
It's Tough to Be a Bird - Ward Kimball
Övriga nominerade:
Of Men and Demons - John Hubley, Faith Hubley
En marchant - Ryan Larkin

### Bästa dokumentära kortfilm
Vinnare:
Czechoslovakia 1968 - Denis Sanders, Robert M. Fresco
Övriga nominerade:
An Impression of John Steinbeck: Writer - Donald Wrye
Jenny Is a Good Thing - Joan Horvath
Leo Beuerman - Arthur H. Wolf, Russell A. Mosser
The Magic Machines - Joan Keller Stern

### Bästa dokumentärfilm
Vinnare:
L'amour de la vie - Artur Rubinstein - Bernard Chevry
Övriga nominerade:
Before the Mountain Was Moved - Robert K. Sharpe
In the Year of the Pig - Emile de Antonio
Olimpiada en México -  (filmsektionen av den organiserande kommittén för de XIX olympiska spelen)
The Wolf Men - Irwin Rosten

### Bästa utländska film
Vinnare:
Z - Han lever (Algeriet)
Övriga nominerade:
Ådalen 31 (Sverige)
Slaget vid Neretva (Jugoslavien)
Bratya Karamazovy (Sovjetunionen)
Min natt med Maud (Frankrike)

### Heders-Oscar
Cary Grant

### Jean Hersholt Humanitarian Award
George Jessel